# Skärgård (tidskrift)
Skärgård är en finlandssvensk kulturtidskrift som beskriver livet i skärgården och kustområdena på basen av aktuell skärgårdsforskning. Den utges av Skärgårdsinstitutet vid Åbo Akademi och grundades 1978.
Skärgård utkommer med fyra nummer per år.
Tidskriften presenterar aktuell skärgårdsforskning och ger utrymme för diskussion kring frågor som rör skärgården och kusttrakterna. Den är en kulturtidskrift i vid bemärkelse, som mångsidigt belyser skärgårdslivet och dess förändring. Den redogör för forskning och utredningar vid Åbo Akademi och andra organisationer och låter såväl forskare och experter som politiker och vanliga människor framföra sina åsikter och visioner om hur skärgården bör utvecklas.
Skärgård tilldelades 2014 Undervisnings- och kulturministeriets kvalitetspris för kulturtidskrifter. Priset motiverades med "oerhört engagerat redaktionsarbete där ett fint bildmaterial stöder ett innehållsmässigt mångsidigt artikelutbud av hög kvalitet och där det litterärt estetiska och det vetenskapliga för en dialog sinsemellan". Priset delades ut av kultur- och bostadsminister Pia Viitanen.